# Elisheva Ester Rishon
Elisheva Ester Rishon é uma estilista de moda judia negra norte-americana. Ela também é escritora de moda. Rishon nasceu em Brooklyn, Nova York, filha de pais judeus ortodoxos. Ela frequentou o Brooklyn College. Ela mora actualmente em Los Angeles. Rishon é a fundadora da Eli7 Designs, uma marca de moda que dá empoderamento. Ela escreve para a Jewess, uma revista online, Tablet, e outras publicações digitais.